# Terebra tjidamarensis
Terebra tjidamarensis is een slakkensoort uit de familie van de Terebridae. De wetenschappelijke naam van de soort is voor het eerst geldig gepubliceerd in 1880 door K. Martin.